# R-1 (航空機・日本)
R-1は、石川島飛行機が大日本帝国陸軍向けに試作した練習機。「CM-1」とも呼ばれる。

## 概要
1926年（大正15年）、石川島は陸軍から試作を命じられたT-2偵察機の開発と並行して、自社開発による陸軍向け練習機の設計を開始。1926年にイギリスから1機を輸入したDH.60の資料を参考としつつ、ドイツから招聘したグスタフ・ラハマン博士の指導のもと、吉原四郎技師を設計主務者として開発を進め、1927年（昭和2年）7月に試作機1機を完成させた。
機体は木製骨組に羽布張りの複葉機で、降着装置は固定脚。エンジンは石川島がライセンス生産権を得た英シラス社製の「Mk.I」が装備された。設計は当時の陸軍の主力練習機である己式一型練習機より進歩的なものだったが、実際の性能は予想以下であり、加えて安定性が悪かったため陸軍は採用を見送った。
なお、開発当初の名称は「シラス・モーター（Cirrus Motor）」の頭文字をとった「CM-1」だったが、後に「練習機」の頭文字をとった「R-1」に変更されている。

## 諸元
- 全長：7.00 m
- 全幅：9.60 m
- 全高：2.85 m
- 主翼面積：23.4 m2
- 自重：493 kg
- 全備重量：683 kg
- エンジン：石川島/シラス Mk.I 空冷直列4気筒（離昇80 hp） × 1
- 最大速度：120 km/h
- 巡航速度：100 km/h
- 実用上昇限度：4,000 m
- 航続時間：2時間
- 乗員：2名